# Rajahmundry
Rajahmundry es una ciudad y  municipio situada en el distrito de Godavari Este en el estado de Andhra Pradesh (India). Es la séptima ciudad del estado por población. Su población es de 376333 habitantes (2011), y el área metropolitana cuenta con 476873 habitantes. Se encuentra a orillas del río Godavari, a 54 km de Kakinada y a 129 km de Vijayawada. 

## Demografía
Según el censo de 2011 la población de Rajahmundry era de 376333 habitantes, de los cuales 185970 eran hombres y 190363 eran mujeres. Rajahmundry tiene una tasa media de alfabetización del 84,12%, superior a la media estatal del 67,02%: la alfabetización masculina es del 87,91%, y la alfabetización femenina del 80,45%.

## Clima
| Parámetros climáticos promedio de Rajahmundry | Parámetros climáticos promedio de Rajahmundry | Parámetros climáticos promedio de Rajahmundry | Parámetros climáticos promedio de Rajahmundry | Parámetros climáticos promedio de Rajahmundry | Parámetros climáticos promedio de Rajahmundry | Parámetros climáticos promedio de Rajahmundry | Parámetros climáticos promedio de Rajahmundry | Parámetros climáticos promedio de Rajahmundry | Parámetros climáticos promedio de Rajahmundry | Parámetros climáticos promedio de Rajahmundry | Parámetros climáticos promedio de Rajahmundry | Parámetros climáticos promedio de Rajahmundry | Parámetros climáticos promedio de Rajahmundry |
| Mes                                           | Ene.                                          | Feb.                                          | Mar.                                          | Abr.                                          | May.                                          | Jun.                                          | Jul.                                          | Ago.                                          | Sep.                                          | Oct.                                          | Nov.                                          | Dic.                                          | Anual                                         |
| --------------------------------------------- | --------------------------------------------- | --------------------------------------------- | --------------------------------------------- | --------------------------------------------- | --------------------------------------------- | --------------------------------------------- | --------------------------------------------- | --------------------------------------------- | --------------------------------------------- | --------------------------------------------- | --------------------------------------------- | --------------------------------------------- | --------------------------------------------- |
| Temp. máx. media (°C)                         | 29                                            | 32                                            | 37                                            | 40                                            | 44                                            | 40                                            | 37                                            | 33                                            | 32                                            | 32                                            | 29                                            | 27                                            | 34.3                                          |
| Temp. mín. media (°C)                         | 19                                            | 21                                            | 23                                            | 27                                            | 29                                            | 27                                            | 26                                            | 25                                            | 25                                            | 24                                            | 21                                            | 18                                            | 23.8                                          |
| Precipitación total (mm)                      | 3                                             | 6                                             | 11                                            | 21                                            | 67                                            | 142                                           | 260                                           | 187                                           | 177                                           | 197                                           | 37                                            | 7                                             | 1115                                          |
| Fuente: en.climate-data.org                   |                                               |                                               |                                               |                                               |                                               |                                               |                                               |                                               |                                               |                                               |                                               |                                               |                                               |

## Galería

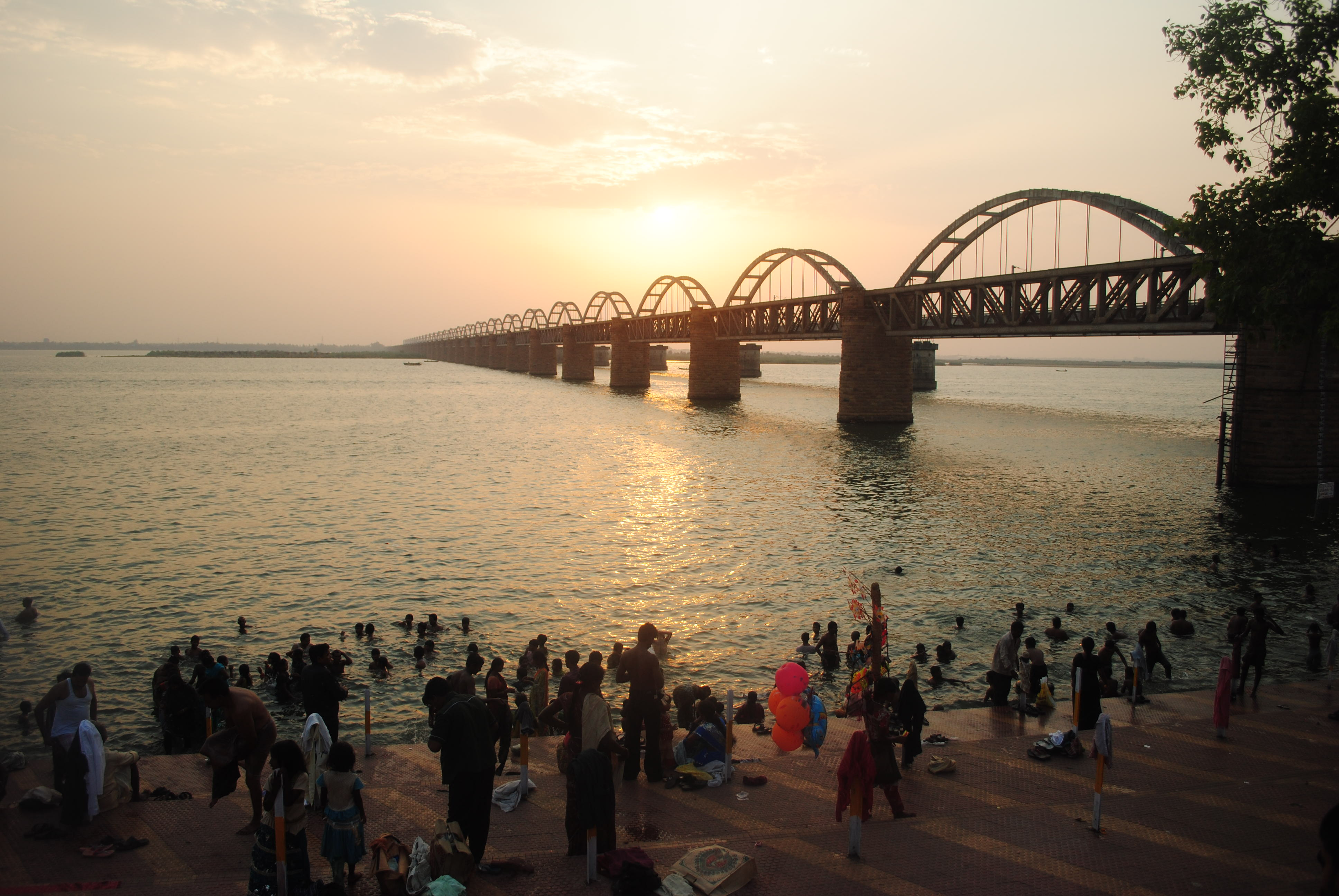
Puesta de sol sobre el puente Godavari Arch
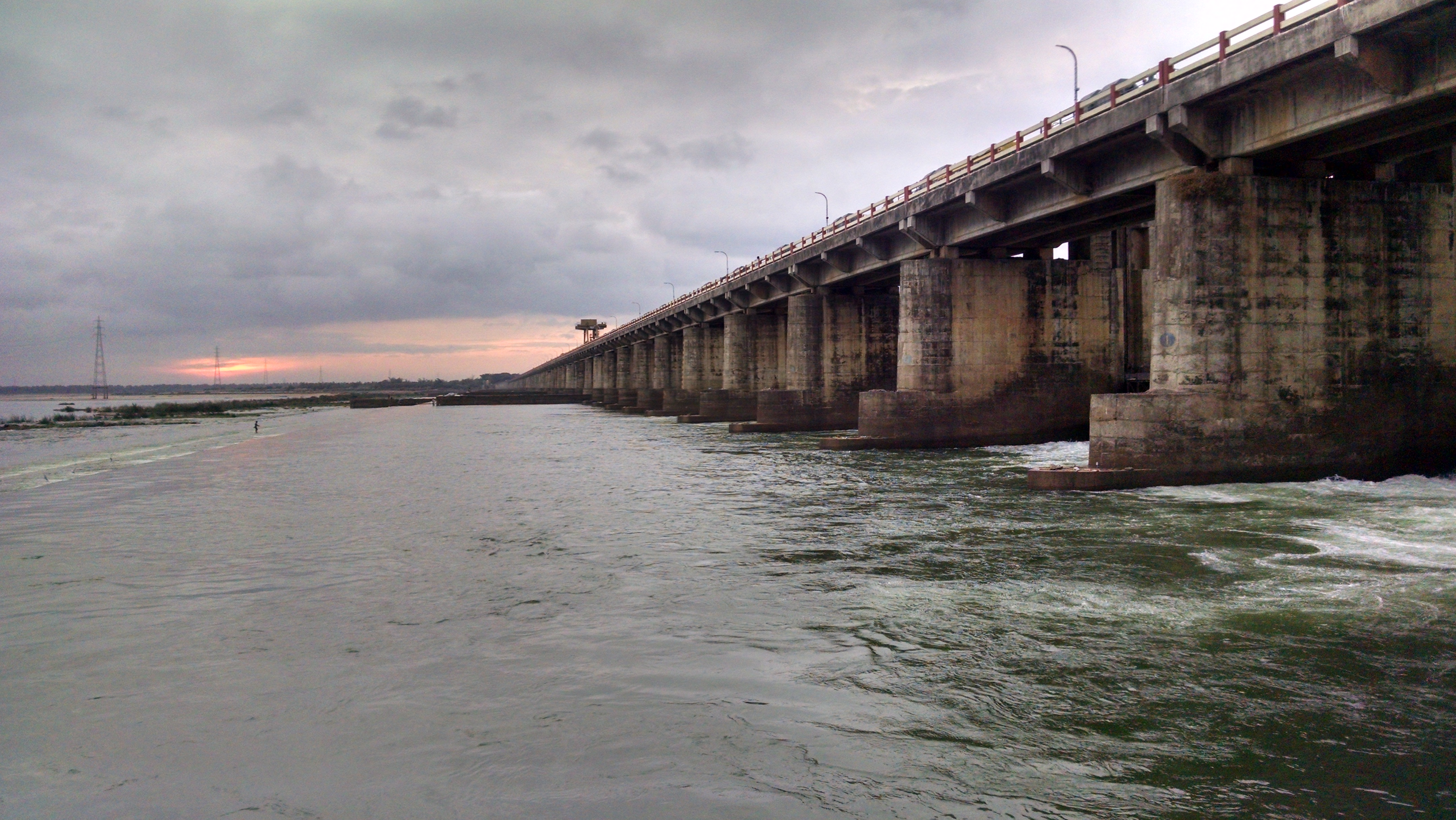
Presa Sir Arthur Cotton en Rajahmundry, en el río Godavari
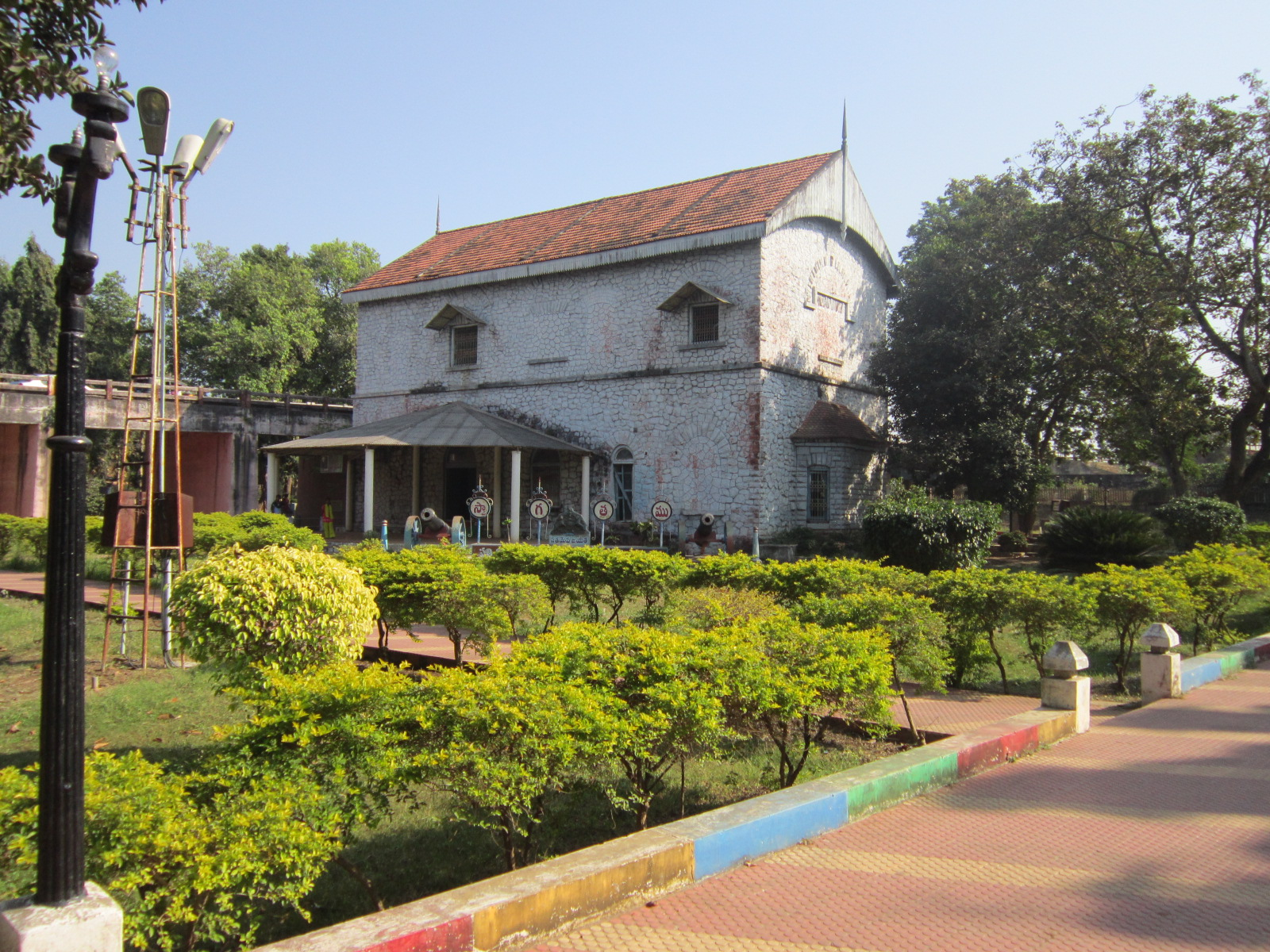
Museo del algodón
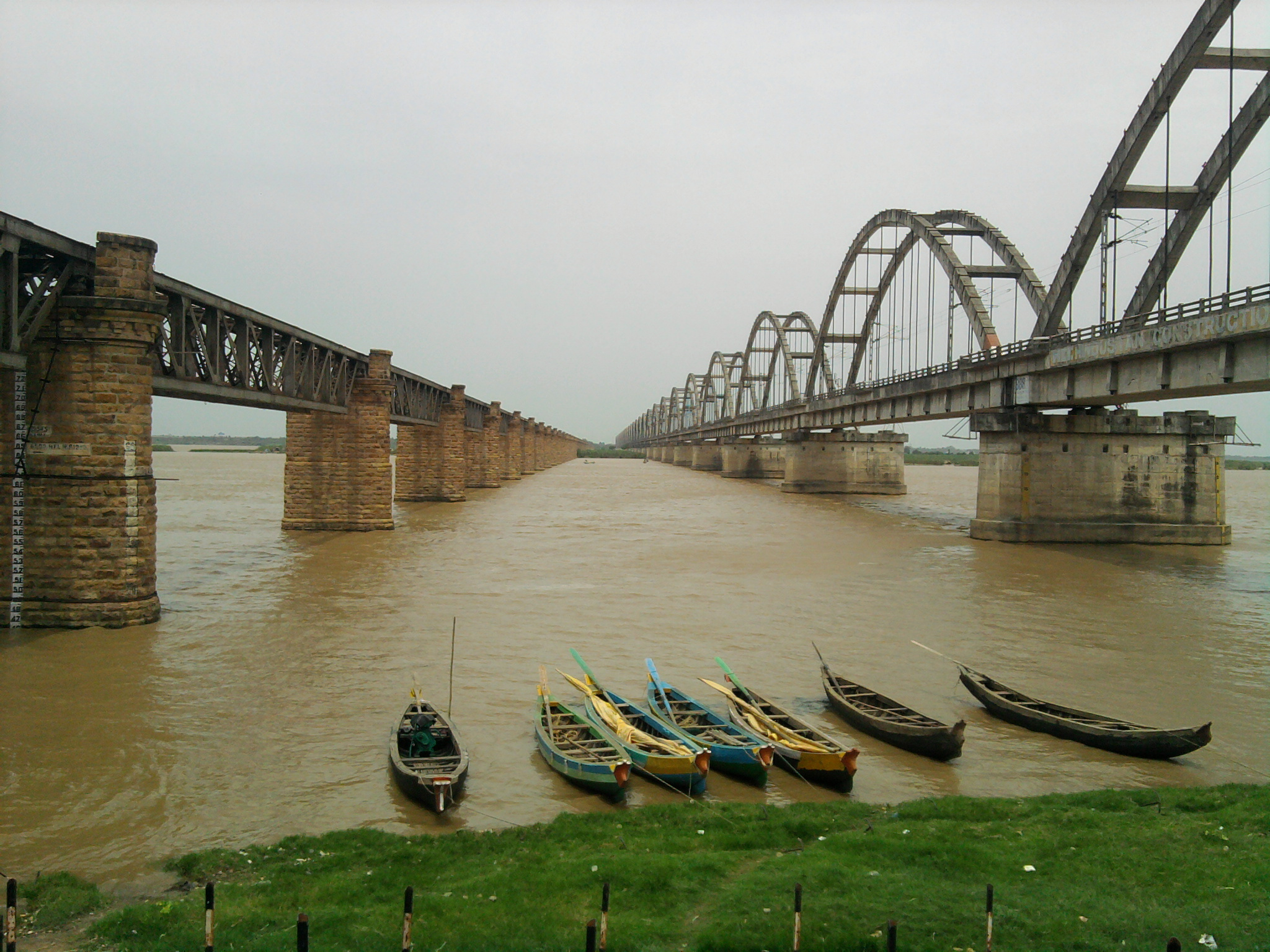
Vista de los puentes ferroviarios de Godavari desde PushkharGhat
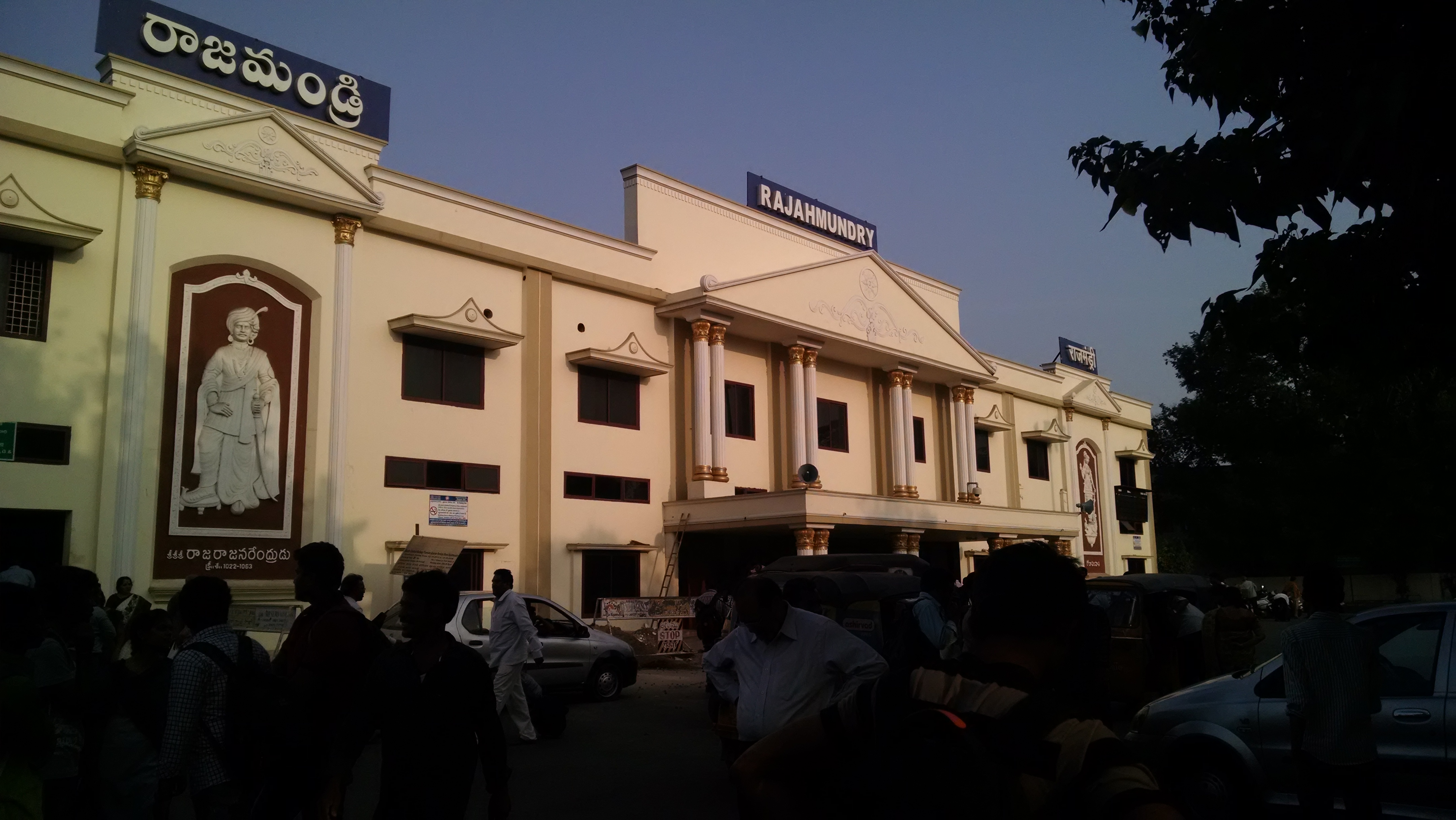
Entrada de la estación de ferrocarril de Rajahmundry
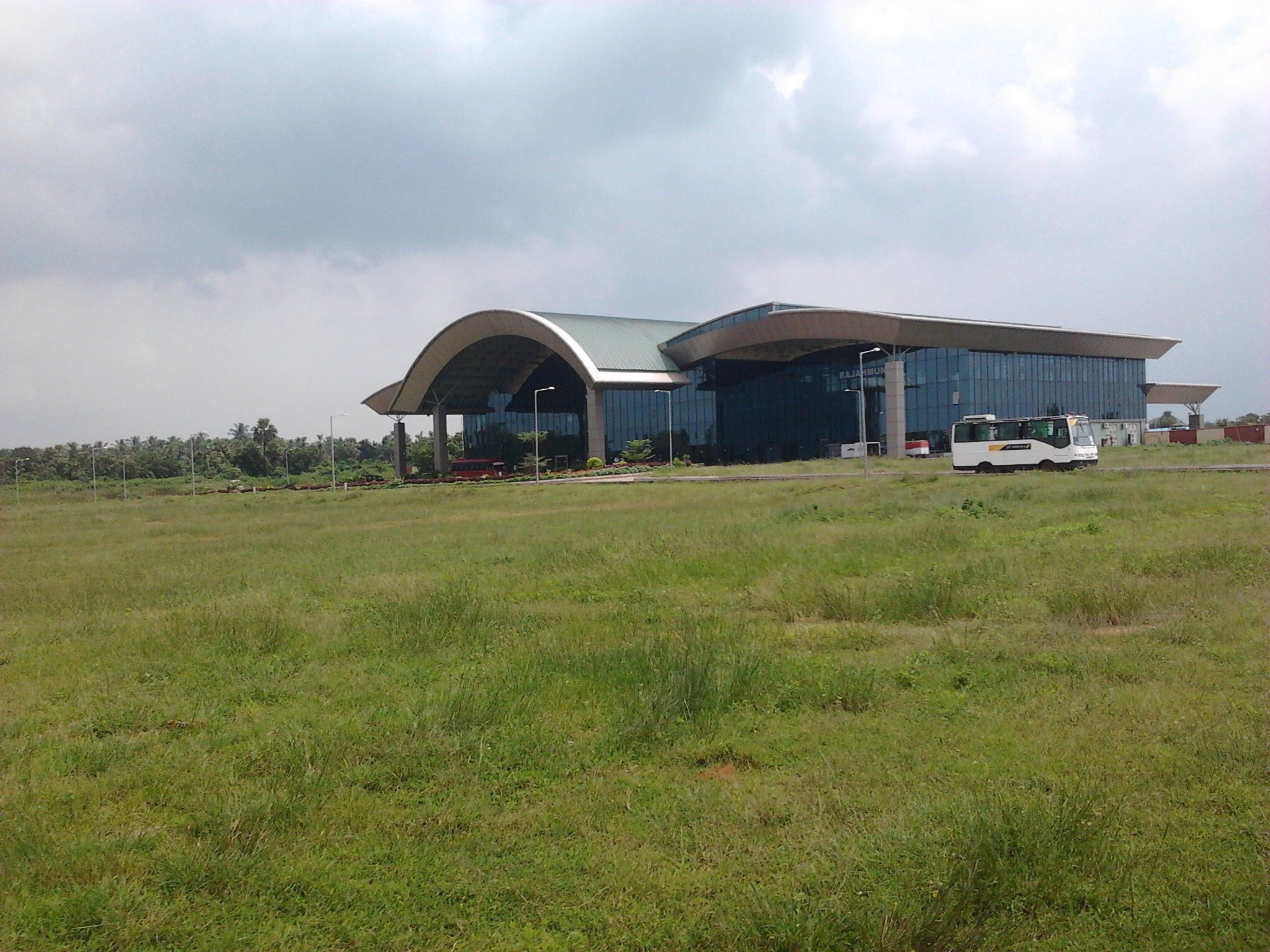
Aeropuerto de Rajahmundry